# Stöckser See
Der Stöckser See ist ein künstlich angelegtes Stillgewässer auf dem Gebiet der Gemeinde Stöckse in Niedersachsen. 

## Beschreibung

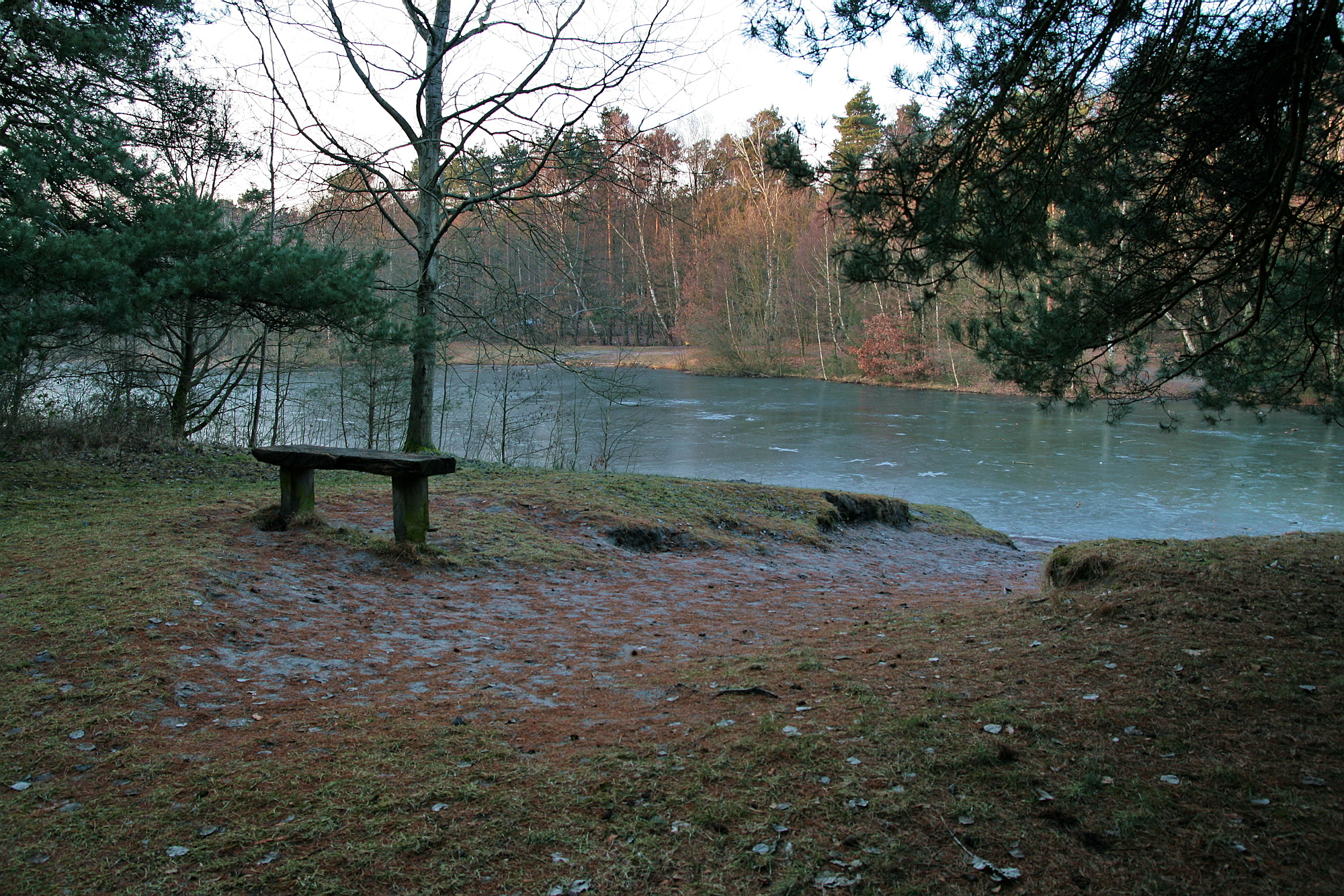
Stöckser See im Jahre 2009 mit normalem Wasserstand vor der Austrocknungsphase in den 2020er Jahren

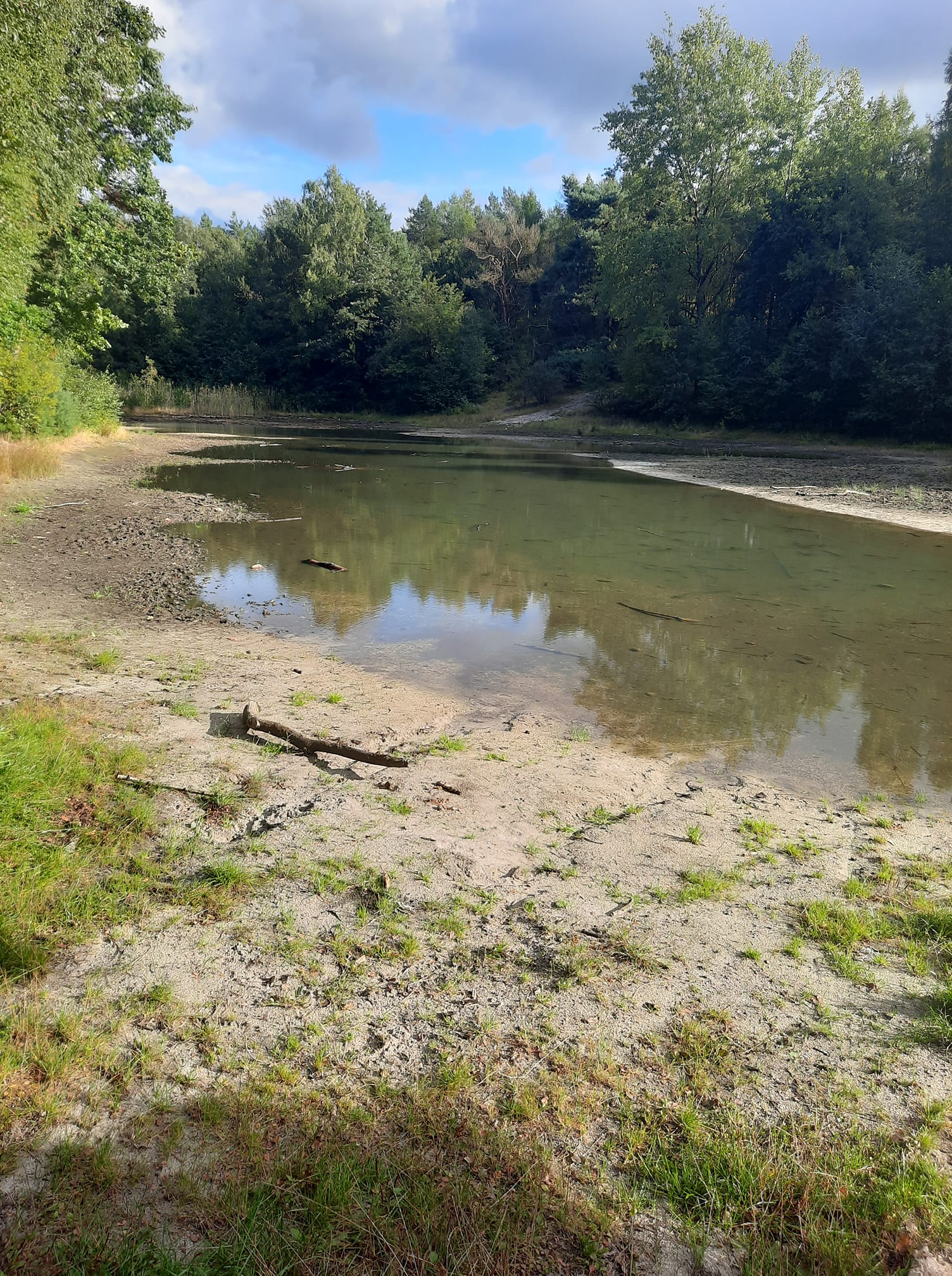
Der Stöckser See mit niedrigem Wasserstand, September 2022

Der rund 1,2 Meter tiefe Stöckser See ist etwa 190 Meter lang und 55 Meter breit. Die Wasserfläche umfasst rund 7500 m². Das Gewässer fällt daher eher in die Kategorie Weiher bzw. Teich.
Der See befindet sich in einem Bereich mit dem Flurnamen „In der spitzen Ecke“. Er liegt landschaftlich reizvoll in einem Waldgebiet an einer befestigten Straße rund 250 Meter südlich des Dorfes Stöckse. Daher war der See über Dekaden ein beliebtes Naherholungsziel und gesuchter Badesee im Sommer. Im Winter war er bei Frostwetter eine beliebte Eisfläche zum Schlittschuhlaufen. Viele Besucher kamen aus der nahegelegenen Kreisstadt Nienburg/Weser.
Rund 150 Meter nördlich des Sees liegt das Naturdenkmal Giebichenstein. Knapp 100 Meter östlich des Ostufers beginnt der Sportplatz Stöckse. Nach Westen hat der Stöckser See eine Verbindung zum Fließgewässer Mühlenberggraben und entwässert in diesen bei entsprechend hohem Wasserstand. Damit wird ein Überlaufen des Gewässers verhindert.
In den 2020er Jahren ging der Wasserstand im Sommer signifikant zurück. Während der Dürre und Hitze in Europa 2022 sank der Wasserspiegel erheblich ab, so dass sich das Gewässer nicht mehr als Badesee eignete. Als Grund für den Wasserverlust werden die trockenen Sommer und der Klimawandel sowie das Absinken des Grundwasserspiegels angenommen. Vermutlich infolge des Weihnachtshochwassers 2023/2024 war der See im Frühjahr 2024 wieder gut gefüllt.

## Geschichte
Anfang der 1970er Jahre sollte im Umfeld des heutigen Sees eine Ferienhaussiedlung entstehen. Die Anlage des Sees im Bereich einer feuchten Wiese erfolgte 1971 als erste Baumaßnahme, während der Bau von Ferienhäusern nicht genehmigt wurde.

## Planetenlehrpfad
In der Nähe des Stöckser Sees endet der Planetenlehrpfad von Nienburg als ein Modell des Sonnensystems im Maßstab 1:1 Mrd. Er führt von der Sonne an der ehemaligen Realschule in Langendamm zum Pluto unweit des Stöckser Sees am Führser Mühlenweg.